# Marco van Gulik
Marco van Gulik (30 december 1975) is een Nederlands voormalig voetballer die als middenvelder voor FC Omniworld speelde.

## Carrière
Marco van Gulik speelde tot 1994 in de jeugdopleiding van AFC Ajax. Van 2000 tot 2005 speelde hij in het amateurvoetbal bij FC Omniworld. In dat jaar maakte de Almeerse club de overstap naar het profvoetbal. Van Gulik debuteerde in de Eerste divisie op 19 augustus 2005, in de met 2-0 verloren uitwedstrijd tegen FC Eindhoven. Hij kwam in de 60e minuut in het veld voor Steffan Vlietstra. Op 3 oktober 2005 scoorde hij in de met 1-3 gewonnen uitwedstrijd tegen TOP Oss de 0-2, zijn eerste en enige doelpunt in het betaald voetbal. Na vier wedstrijden in de Eerste divisie vertrok Van Gulik naar SV Huizen, waar hij een seizoen speelde voor hij stopte met voetballen.

### Statistieken
| Seizoen                  | Club           | Land           | Competitie     | Competitie | Competitie |
| Seizoen                  | Club           | Land           | Competitie     | Wed.       | Dlp.       |
| ------------------------ | -------------- | -------------- | -------------- | ---------- | ---------- |
| 2005/06                  | FC Omniworld   | Nederland      | Eerste divisie | 4          | 1          |
| Carrièretotaal           | Carrièretotaal | Carrièretotaal | Carrièretotaal | 4          | 1          |
| Bijgewerkt op 6 mei 2020 |                |                |                |            |            |